# International Fistball Association
La International Fistball Association (IFA) è la federazione sportiva internazionale che governa lo sport del fistball.

## Organizzazioni a cui appartiene
- SportAccord (GAISF)
- International World Games Association (IWGA)